# Halenia decumbens
Halenia decumbens är en gentianaväxtart som beskrevs av George Bentham. Halenia decumbens ingår i släktet Halenia och familjen gentianaväxter. Inga underarter finns listade i Catalogue of Life.